# Колт Вокер
Колт Вокер (енгл. Colt Walker), други револвер капислар америчке компаније Колт, конструисан 1847. године.

## Историја
Амерички пушкар Семјуел Колт конструисао је 1835. први револвер с капислом, Колт Патерсон. У периоду 1836-1841. произведено је око 3.000 ових револвера, у три основна моделаː џепни (Колт Патерсон бр. 1 и 2) калибра 0,28 инча, појасни (Колт Патерсон бр. 3 и 4) калибра 0,31 инча и коњички (Колт Патерсон бр. 5) калибра 0,36, познати и као Тексашки Патерсон. Ови последњи револвери били су веома популарни међу тексашким ренџерима и становништвом на граници, пошто су давали малобројним браниоцима ватрену надмоћ над непријатељским Индијанцима, Мексиканцима и разбојницима, али је укупна продаја била релативно слаба и до 1842. Колтова прва фабрика пала је под стечај. Међутим, са избијањем америчко-мексичког рата (1846-1848) америчка влада наручила је 1.000 револвера од Семјуела Колта за наору̟жање коњичких јединица, и капетан Семјуел Вокер из тексашких ренџера упућен је Колту да му пренесе захтеве војске које су нови револвери имали да испуне. Заједно, Колт и Вокер дизајнирали су нови револвер, који је био усавршена и тежа верзија Колта Патерсона бр. 5, који се у пракси показао као недовољно снажан (малог калибра), спор за пуњење (већина модела није имала набијач испод цеви), компликован и осетљив на кварове (нарочито његов преклопиви обарач). Нови револвери, Колт Вокер, испоручени су 1847. године.

## Карактеристике
Нови револвер, Колт Вокер, био је масивно оружје калибра 0,44 инча, са фиксним обарачем и штитником за њега, уз полугу за набијање зрна у добош (Колтов набијач) монтирану испод цеви, тако да се могао пунити из седла. Једини проблем била је масивност и тежина, која је износила 4 фунте и 9 унци (чак 2.070 g), двоструко више од највећег Колта Патерсона.
Добош овог револвера имао је 6 конусних лежишта (барутних комора) и пунио се спреда (шипком) полусједињеним мецима (фишецима) са барутом и куглом. Каписла се стављала на шупљу цевчицу (сисак или брадавица) на задњој страни добоша (по једна за сваку комору), кроз чију се шупљину преносила њена ватра на барутно пуњење у комори. Ороз се запињао руком, при чему се окретао и добош, а опаљивање се вршило притиском на обарач, који је ослобађао опругу ороза који је ударцем активирао капислу (идентично као код пушака капислара, с том разликом да је револвер имао 6 ротирајућих барутних комора у добошу, а пушке каписларе само једну). Брзина гађања била је мала, јер се ороз запињао ручно после сваког опаљења - био је то такозвани револвер са обарачем једноставног дејства.